# Spotswood (film)
Pour l’article homonyme, voir Spotswood.
Spotswood est un film australien réalisé par Mark Joffe et sorti en 1991.

## Synopsis
Dans les années 1960 à Melbourne en Australie, un consultant financier est spécialisé dans la rationalisation d'entreprises, et provoque des licenciements massifs.

## Fiche technique
- Titre alternatif : The Efficiency Expert
- Réalisation : Mark Joffe
- Scénario : Max Dann, Andrew Knight
- Directeur de la photographie : Ellery Ryan
- Musique : Ricky Fataar
- Montage : Nicholas Beauman
- Durée : 85 minutes
- Dates de sortie : 
  - Royaume-Uni : 20 novembre 1991 (BFI London Film Festival)
  - États-Unis : 6 novembre 1992

## Distribution
- Anthony Hopkins : Errol Wallace
- Ben Mendelsohn : Carey
- Alwyn Kurts : Mr. Ball
- Bruno Lawrence : Robert
- John Walton : Jerry Finn
- Rebecca Rigg : Cheryl Ball
- Toni Collette : Wendy Robinson
- Russell Crowe : Kim Barry
- Angela Punch McGregor : Caroline Wallace
- Daniel Wyllie (en)  : Frank Fletcher
- John Flaus : Gordon
- Gary Adams : Kevin
- Jeff Truman : Ron
- Toni Lamond : Mrs. Lorna Ball